# Abja-Paluoja
Abja-Paluoja est une petite ville estonienne, chef-lieu de la commune de Mulgi, située dans le comté de Viljandi.

## Géographie
La ville est située au sud du pays, près de la frontière avec la Lettonie, à 35 km au sud-ouest de Viljandi.

## Histoire
La ville actuelle d'Abja-Paluoja résulte de la fusion en 1998 de la ville d'Abja (autrefois: Abia) avec le bourg de Paluoja (autrefois: Palloja). Son nom provient du domaine seigneurial d'Abia et de sa paroisse formés au XVIe siècle, et de l'auberge de Palloja qui servait de relais de poste sur la route de Pernau (aujourd'hui Pärnu) à Walk. Au fil des années deux villages se sont formés, avec au début du XXe siècle un marché à bestiaux qui se tenait à l'automne et qui jouait un rôle économique important dans les provinces baltes, jusqu'à Riga. La région était aussi connue pour sa culture du lin. C'est vers 1890 que Palloja (aujourd'hui Paluoja) s'est développé avec l'arrivée d'artisans et d'ouvriers et surtout la liaison avec le chemin de fer de voie étroite en 1895 qui permettait de se rendre de Walk (aujourd'hui Valga) à Fellin (aujourd'hui Viljandi). Cette liaison a été en activité jusqu'en 1973 et a permis l'industrialisation du lieu.
Paluoja obtient le statut de ville en 1993, avant de fusionner cinq ans plus tard avec Abja. La nouvelle ville est le siège de la commune d'Abja jusqu'à la réorganisation administrative d'octobre 2017 quand elle devient le chef-lieu de la nouvelle commune de Mulgi, issue de la fusion d'Abja, Halliste, Karksi et Mõisaküla.

## Démographie
La population est en constante diminution depuis une dizaine d'années. Elle s'élevait à 1 300 habitants en 2010 et à 1 041 habitants en 2020.

## Sites et monuments

### Domaine d'Abia
L'ancien manoir seigneurial d'Abia qui appartenait à la puissante famille von Stackelberg a été construit au XVIIIe siècle et remanié au début du XIXe siècle en style néoclassique, alors en vogue dans l'Empire russe et dénommé « style Empire ». Il est entouré d'un grand parc et une longue allée mène au manoir lui-même. On trouve encore aussi à proximité les anciens bâtiments de l'exploitation agricole seigneuriale, comme la brasserie, la distillerie de schnaps, les étables, les granges, etc. Le domaine faisait partie de la paroisse d'Hallist et du district de Pernau, jusqu'aux réformes de 1919.
Le château a servi d'école après la nationalisation des biens de la noblesse en octobre 1919, puis de foyer pour l'enfance à partir de 1957 à l'époque de la République socialiste soviétique d'Estonie, et a ensuite abrité les gardes-frontières. La propriété a été plus tard mise en vente.